# Муфельная печь

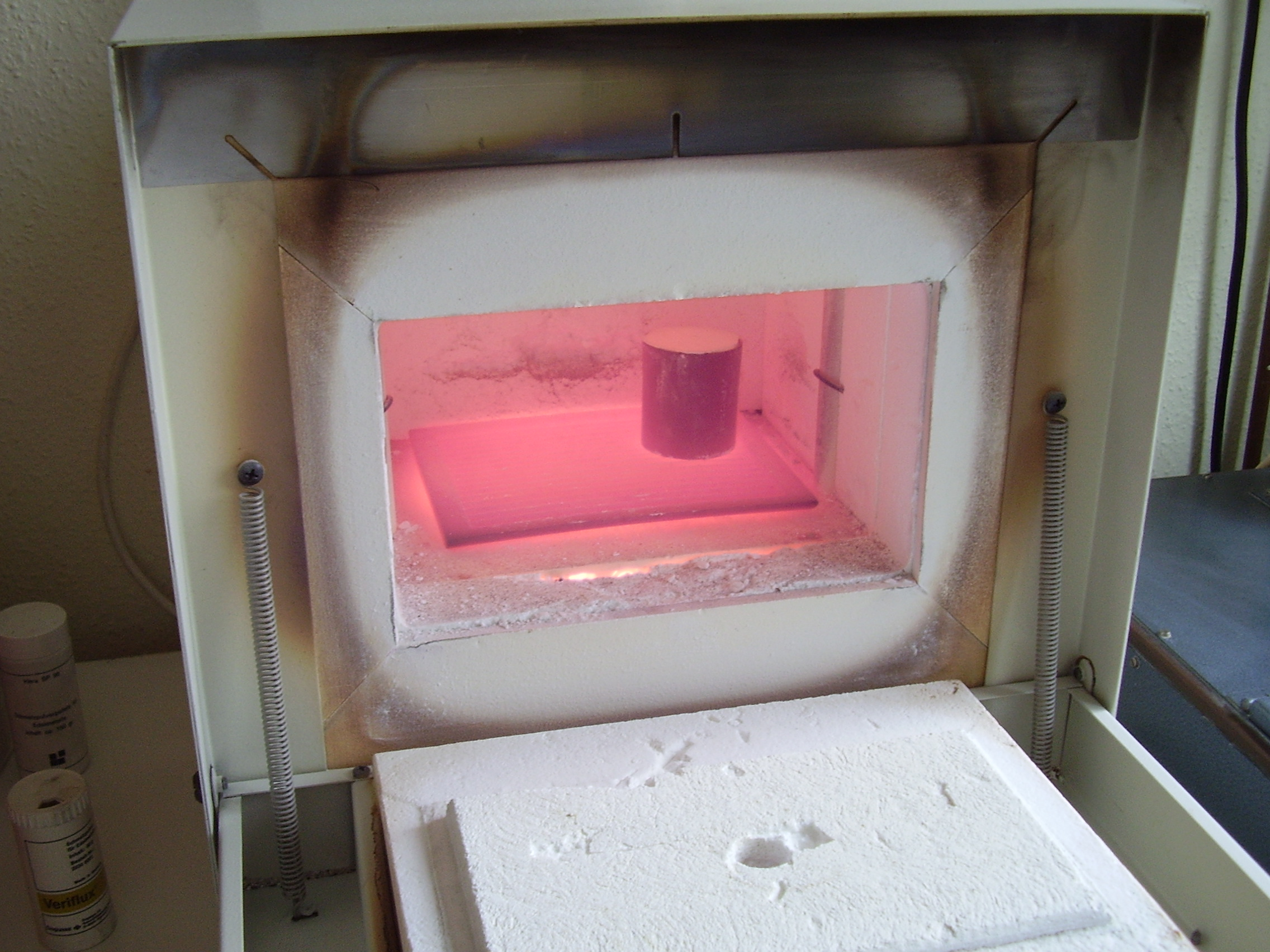
Нагретая электрическая муфельная печь с открытой дверцей

Му́фельная печь — нагревательное устройство, предназначенное для нагрева чего-либо до заданной, обычно высокой температуры. Название произошло от позднелатинского слова muffla — муфта, глиняный ящик.
Главной особенностью этой печи является наличие так называемого муфеля — оболочки, защищающей нагреваемый материал или изделие при нагреве и являющегося главным рабочим пространством муфельной печи. Назначение муфеля — изолировать материал или изделие от контакта с топливом и продуктами его сгорания, в том числе газообразными.
Существуют муфельные печи со сменными в процессе работы муфелями и стационарной, не остужаемой в процессе работы нагревательной камерой. При их использовании в постоянно разогретую печь загружается муфель с порцией нагреваемого материала (садкой). После нагрева до заданной температуры и выдержки муфель извлекается из печи для охлаждения и использования содержимого и на его место устанавливается другой муфель.

## Типы муфельных печей
Муфельные печи классифицируются по:
Типу нагрева
- Электрические муфельные печи — являются разновидностью камерных электрических печей сопротивления.
- Газовые муфельные печи.

Способу защиты содержимого
- Воздушные: нагрев в воздушной среде (общее назначение).
- С защитной газовой атмосферой: нагрев производится в специальной газовой среде, например в среде водорода, аргона, гелия, азота, защитных атмосферах, азотирующих газов и др.
- Вакуумные: нагрев производится в вакууме.

По конструкции
- Вертикальной загрузки (горшковые).
- Колпаковые (с отделением от пода).
- Горизонтальной загрузки (простые).
- Трубчатые, обычное использование — поверка термопар).

## Электрические муфельные печи

### Материалы для электрических муфельных печей
Материалы предназначенные для производства муфельных печей:
- Конструкционные стали: мягкие стали общего назначения для конструкции теплоизолирующих кожухов, опор, дверец и др.
- Огнеупорные материалы: высокоглинозёмистые огнеупорные муфели, электроизоляция, дверцы и др. Вспененные огнеупорные засыпки для теплоизоляции печей.
- Электропроводящие материалы для электрических нагревателей:
  - Жаростойкие сплавы типа нихром, фехраль в виде проволоки, ленты и стержней.
  - Вольфрам: проволока, лента и стержни.
  - Молибден: проволока, лента и стержни.
  - Тантал: проволока, лента и стержни.
  - Платина и платиновые сплавы: проволока, лента, стержни.
  - Хромит лантана: стержни, трубки и профили.
  - Хромит иттрия: стержни, трубки и профили.
  - Хромит скандия: стержни, трубки и профили.

## Области использования
Основные области использования муфельных печей:
- Термообработка металлов (закалка, отжиг, отпуск, нормализация).
- Плавка металлов.
- Обжиг заготовок керамических изделий.
- Сжигание (озоление).
- Кремация.
- Пробирный анализ (купелирование).
- Сушка.
- Выращивание монокристаллов.